# Millennium Trophy
Die Millennium Trophy ist eine Trophäe in der Sportart Rugby Union, die jedes Jahr im Rahmen des Six-Nations-Turniers dem Gewinner des Spiels zwischen Irland und England überreicht wird. Der Pokal wurde 1988 anlässlich der 1000-Jahr-Feier der Stadt Dublin gestiftet und hat die Form eines Wikingerhelms mit Hörnern. Das Zusammentreffen beider Mannschaften gilt auf den britischen Inseln als ein Sport-Großereignis.
Derzeitiger Besitzer der Trophäe ist das irische Team, das am 2. Februar 2025 im Aviva Stadium mit 27:22 (5:10) gewann.

## Liste der Sieger
Bisher errang England 20 Mal die Trophäe, während Irland 16 Siege verzeichnen konnte.
| - 1988: England - 1989: England - 1990: England - 1991: England - 1992: England - 1993: Irland - 1994: Irland - 1995: England | - 1996: England - 1997: England - 1998: England - 1999: England - 2000: England - 2001: Irland - 2002: England - 2003: England | - 2004: Irland - 2005: Irland - 2006: Irland - 2007: Irland - 2008: England - 2009: Irland - 2010: Irland - 2011: Irland | - 2012: England - 2013: England - 2014: England - 2015: Irland - 2016: England - 2017: Irland - 2018: Irland - 2019: England | - 2020: England - 2021: Irland - 2022: Irland - 2023: Irland - 2024: England - 2025: Irland |